# Aphis astragali
Aphis astragali är en insektsart som beskrevs av Ossiannilsson 1959. Aphis astragali ingår i släktet Aphis och familjen långrörsbladlöss. Arten är reproducerande i Sverige. Inga underarter finns listade i Catalogue of Life.